# Le Faget
Le Faget és un municipi francès del departament de l'Alta Garona, a la regió d'Occitània.